# American Gods
American Gods (Originaltitel: American Gods) ist ein Roman von Neil Gaiman aus dem Jahre 2001. Er verbindet Elemente der Fantasy, verschiedene Aspekte klassischer und moderner Mythologie sowie US-amerikanischer Folklore. Die erste Übersetzung stammt von Karsten Singelmann und wurde 2003 im Heyne Verlag veröffentlicht. Im Jahr 2015 erschien im Eichborn Verlag eine ungekürzte Fassung in der Übersetzung von Hannes Riffel mit dem Zusatz Director’s Cut. Das Buch wurde 2017 als gleichnamige Serie verfilmt.

## Themen
Die zentrale These des Buches ist, dass Götter und mythologische Kreaturen nur deshalb existieren, weil Menschen an sie glauben. Im Zuge der Einwanderung kamen so Zwerge, Elfen, Geister und unzählige andere Göttergestalten verschiedenster Kulturen mit nach Amerika. Mit der Zeit und mit dem abnehmenden Glauben der Menschen schwand auch die Macht dieser Wesen und andere, jüngere Götter erhoben sich aus dem Bewusstsein der Menschen: die Medien, neue Technologien, Drogen und nicht zuletzt der Kapitalmarkt. Von der erbitterten Konkurrenz zwischen neuen und alten Göttern berichtet dieses Buch. Dabei wird das Schicksal zahlreicher mythologischer Figuren vom Autor aufgegriffen:
Aus der nordischen Mythologie Odin, Loki, die Nornen, Alwis und Ostara,
aus der slawischen Mythologie Czernobog,
aus der afrikanischen Mythologie Anansi,
aus der indischen Mythologie Kali,
aus der ägyptischen Mythologie Thot, Anubis, Horus und Bastet,
aus der keltischen Mythologie Gwydion.
Die amerikanischen Volkshelden sind durch Johnny Appleseed und einen bösartigen Kobold bzw. ein Heinzelmännchen präsent. Daneben haben einige Figuren aus Gaimans Comicromanreihe Sandman kurze Cameo-Auftritte.
In einer Nebenerzählung gibt er außerdem eine ausführliche Einführung in die Geschichte der Sklaverei.

## Handlung
Erzählt wird die Geschichte aus der Perspektive des mysteriösen und schweigsamen Protagonisten Shadow. Wegen eines missglückten Raubüberfalls sitzt Shadow eine Haftstrafe ab. Er wird nach drei Jahren entlassen und freut sich auf zuhause. Beim Verlassen des Gefängnisses erfährt er, dass seine Frau und sein bester Freund bei einem Autounfall ums Leben gekommen sind.
Auf dem Weg zur Beerdigung in Eagle Point nimmt er einen Job als Bodyguard für einen Mr. Wednesday an, der deutlich mehr über Shadows Leben weiß, als er wissen dürfte. Auch wenn sich Wednesday recht bald als Trickbetrüger outet, ist seine Bezahlung gut und überaus real. Bei seiner Anwerbung lernt Shadow einen Leprechaun namens Mad Sweeney kennen, der ihn einen Münztrick lehrt und ihm zum Abschied eine magische Goldmünze schenkt. Shadow wirft sie ins Grab seiner Frau Laura, was dazu führt, dass diese als eine Art Zombie oder Wiedergängerin ins Leben zurückkehrt und nun Shadows weitere Abenteuer von ferne begleitet und ihn manchmal auch handfest beschützt. Im Gegensatz zu „typischen“ Untoten besitzt Laura aber Bewusstsein und ihre Erinnerungen und ist sich der Tatsache, tot zu sein, auch voll bewusst.
Shadow und sein neuer Arbeitgeber reisen durch das ganze Land und besuchen Wednesdays ungewöhnliche Freunde und Kollegen. Es dauert eine Weile, bis Shadow klar wird, dass Wednesday in Wahrheit die Inkarnation von Odin (auch Wotan oder Wodan) ist, dem Allvater aus den nordischen Sagen. Sein Name Wednesday (deutsch Mittwoch) leitet sich vom altnordischen Wodanstag ab.
Die Besuche dienen einzig dem Zweck, andere alte Götter, deren Kräfte schwinden, für eine letzte große Schlacht gegen die neuen amerikanischen Götter zu rekrutieren. Die Inkarnationen des modernen Lebens wie beispielsweise die Medien, das Internet oder das Börsenkapital bedrohen, nach Wednesdays Meinung, die Existenz der alten Götter.
Im House on the Rock (mit seinem weltgrößten Karussell) lernt Shadow beim ersten größeren Treffen einige der alten Götter kennen, darunter Mr. Nancy (die Manifestation des afrikanischen Spinnengottes Anansi), Czernobog in Gestalt eines ältlichen osteuropäischen Einwanderers und Alwis.
Das Treffen ist eine Pleite. Die meisten der alten Götter sind zu träge und fühlen sich zu sicher, als dass Wednesday sie für seinen Krieg aufrütteln könnte. Im Anschluss an das Treffen entführt ein Kommando schattenhafter Männer in Schwarz, angeführt vom mysteriösen Mr. World, Shadow. Die Männer foltern ihn in einem geheimen Gefängniszug. Laura befreit ihn, wobei sie etliche der Entführer tötet, weshalb sich der gesamte Polizeiapparat an Shadows Fersen heftet.
Wednesday versteckt ihn zunächst in Cairo (Illinois) im Bestattungsinstitut von Mr. Ibis und Mr. Jacquel, den Inkarnationen der ägyptischen Gottheiten Thoth, Anubis und Bastet, die hier als gewöhnliche braune Hauskatze auftritt. Schließlich kommt er nach Lakeside, einer verschlafenen Gemeinde an den Großen Seen. Er lernt verschiedene lokale Originale kennen, darunter Hinzelmann, einen alten Mann, der sich darin gefällt, sehr überzeugende Lügengeschichten zu erzählen, Chad Mulligan, den örtlichen Polizeichef und die Lokalreporterin Marguerite Olsen.
Lakesides ruhige Idylle erscheint Shadow suspekt. Während rundum die kleinen Orte zu Geisterstädten werden, prosperiert Lakeside. Allerdings scheinen in regelmäßigen Abständen dort Kinder zu verschwinden. Weil Shadow häufig mit Wednesday durchs Land reisen muss, kann er diesem Verdacht aber nicht weiter nachgehen.
Wednesday und Shadow treffen sich mit Johnny Appleseed und der Göttin Easter (deutsch „Ostern“ oder deutsch „Morgenröte“), um sie von der Notwendigkeit eines Krieges zu überzeugen, allerdings erfolglos. Hingegen erklären sich die Neuen Götter zu Verhandlungen bereit. Trotz der Zusicherung freien Geleits wird Wednesday bei diesem Treffen erschossen und der Mord live im Fernsehen übertragen. Dieser brutale Akt des Verrats rüttelt die Alten Götter auf, und sie vereinen sich unter dem Banner der Rache, um den Feinden in der letzten Schlacht zu begegnen.
Shadow fühlt sich durch den Vertrag mit Wednesday dazu verpflichtet, für ihn die Totenwache zu halten, eine übermenschliche Herausforderung, denn das bedeutet, Odins Opfer für die Menschen zu reinszenieren. Während neun Tagen und Nächten hing dieser, verwundet vom eigenen Speer, im Weltenbaum Yggdrasil. Shadow tut es ihm nach und stirbt schließlich. Im Jenseits führt ihn Thoth zum Richtplatz, wo Anubis seine Seele wiegt.
Nun erfährt Shadow, dass er der Sohn von Wednesday ist und Teil des Plans, den dieser zusammen mit Mr. World ausgeheckt hat, um alle Götter zu betrügen – ein Zwei-Mann-Schwindel. Mr. World ist in Wirklichkeit Loki der Lügenschmied, sein ehemaliger Knastkumpel, den er als „Low Key Lyesmith“ kennengelernt hatte. Den Mord an Wednesday hatte er arrangiert, um den Krieg in Gang zu bringen. Der vielfache Tod der Götter und das daraus folgende Chaos hätten Odin neu gestärkt zurückgebracht und Loki auf Jahrtausende mit Chaosenergie versorgt.
Mit Ritualen, die sie selbst nicht ganz versteht, bringt Easter Shadow ins Leben zurück. Auf einem Donnervogel (englisch Thunderbird) fliegt er nach Rock City, dem Ort des Krieges. Er findet Loki, von Laura tödlich verwundet, vor. Sie hat ihn mit einem Zweig des Weltenbaumes durchbohrt. Anschließend beendet Shadow den Krieg, indem er den Schwindel von Odin und Loki aufdeckt. „Das ist kein geeignetes Land für Götter“, legt er der versammelten Götterschar dar und fordert sie auf, nach Hause zu gehen und eben das Beste daraus zu machen. Die Götter verschwinden, Odins Geist verblasst und auch Laura findet auf eigenen Wunsch ihren Frieden, indem Shadow das magische Goldstück mit einem Trick verschwinden lässt.
Im Epilog kehrt Shadow nach Lakeside zurück und entlarvt Hinzelmann als uralten germanischen Kobold, der die vermissten Kinder als Ausgleich für seine geleisteten Dienste nahm. In einem Nachtrag reist Shadow schließlich nach Island, wo er eine weitere Inkarnation Odins trifft. Er erzählt ihm, was sein Alter Ego in den Vereinigten Staaten getan hat, was den Alten zu der Bemerkung veranlasst: „Er war ich, ja, aber ich bin nicht er.“ Shadow beglückt ihn mit dem künstlichen Auge des toten amerikanischen Odin und verblüfft ihn mit einem abschließenden Münztrick.
Das Buch lebt von einer Vielzahl an Nebenerzählungen und Zwischenschnitten, die den Leser über Herkunft und Abenteuer der verschiedensten mythischen Wesen aufklärt. Die Königin von Saba arbeitet als Prostituierte und hält sich jung und schön, indem sie, ähnlich einem Succubus, regelmäßig Freier in sich einsaugt. Ein Taxi fahrender Ifrit tauscht seinen Job mit dem eines Handelsreisenden. Ein in die Sklaverei verkauftes, schwer misshandeltes Zwillingspaar bringt die Götter des Voodoo aus Afrika in „God's Own Country“. Die älteste dieser Besiedlungsgeschichten reicht zurück bis ins Jahr 14.000 vor Christus.

## Figuren
- Shadow – Ein Ex-Sträfling, Bodyguard für Mr. Wednesday.
- Laura – Shadows Frau, die am Anfang des Romans bei einem Verkehrsunfall stirbt und dadurch für Shadows vorzeitige Entlassung aus dem Gefängnis verantwortlich ist.

Alte Götter:
- Mr. Wednesday – Odin, in der nordischen Mythologie der Gott des Wissens und der Weisheit. Im Roman bestreitet er als Trickbetrüger seinen Lebensunterhalt. Er versucht, die anderen alten Götter zu einem Krieg gegen die modernen Götter zu überreden.
- Czernobog – Der slawische Gott der Finsternis und Zwillingsbruder von Bielebog, dem Gott des Lichtes.
- Die Zorya-Schwestern – Verwandte von Czernobog, die verschiedene Sterne repräsentieren: den Morgenstern (Zorya Utrennyaya), den Abendstern (Zorya Vechernyaya), und den Mitternachtsstern (Zorya Polunochnaya). In der slawischen Legenden sind sie Dienerinnen von Dažbog, dem Hüter des Weltuntergangshundes, Simargl, der an den Stern Polaris im Sternbild Ursa Minor (der „Kleine Bär“) gekettet ist. Wenn die Ketten jemals reißen sollten, wird der Hund die Welt vernichten.
- Mr. Nancy – Anansi, Gott des Schabernacks, Gauner, Spinnengott aus der westafrikanischen Folklore. Er macht sich häufig über die Dummheit der Menschen lustig.
- Mr. Ibis – Thot, der ägyptische Gott der Weisheit und der Schrift. Er führt ein Bestattungsinstitut in Cairo, Illinois.
- Mr. Jacquel – Anubis, der ägyptische Gott des Todes und der Mumifizierung. Arbeitet als Experte bei Mr. Ibis.
- Easter – Ostara, die germanische Göttin der Morgenröte.
- Mad Sweeney – betrachtet sich selbst als „Leprechaun“, repräsentiert wohl das Bild, das Amerika von den Iren hat; großmäulige, regelmäßige Trinker mit einem Hang zur Handgreiflichkeit.
- Whisky Jack – Wisakedjak, ein Trickster aus der indianischen Mythologie.
- John Chapman – Johnny Appleseed, eine amerikanische Pionier-Legende.
- Low Key Lyesmith – Loki, der Gott der Lüge und des Betrugs, aus der nordischen Sagenwelt.

Neue Götter:
- Der Technische Junge – Der neue Gott des Computers und des Internets. Entspricht in seinem Aussehen allen Klischees eines Nerds. Auch wenn er inzwischen der mächtigste neue Gott ist, wird er von anderen gerne auch „Das fette Kind“ genannt.
- Media – Neue Göttin des Fernsehens.
- Die Men in Black – Mister Town, Mister Stone, Mister Wood und Mister Road entspringen der amerikanischen Obsession für Schwarz. Sie sind Handlanger und Spione für Mr. World.
- Die Unsichtbaren – Die neuen Götter des Aktienmarktes. Sie personifizieren die berühmte unsichtbare Hand, die den Markt angeblich regelt. Sie verachten direkte Einmischung und möchten gerne die Lösung aller Probleme dem Markt überlassen.

Menschliche Charaktere
- Samantha Black Crow – junges Mädchen, das von Shadow auf dem Weg nach Lakeside mitgenommen wurde, Schwester von Marguerite Olsen.
- Audrey Burton – Robbies Frau, Freundin von Shadow und Laura.
- Robbie Burton – Shadows bester Freund, Besitzer von La Musclerie, einem Fitnessstudio in Egale Point, Indiana.
- Johnny Larch – Mithäftling von Shadow, Wiederholungstäter.
- Mrs. McCabe – Lauras Mutter
- Alison McGovern – junges Mädchen, das Opfer eines Mordes wurde.
- Laura Moon – siebenundzwanzig Jahre alt, Ehefrau von Shadow, verstorben.
- Chad Mulligan – plakativer Sheriff von Lakeside.
- Marguerite Olsen – Shadows Nachbarin auf der Etage, Schwester von Samantha Black Crow.
- G. Patterson – Gefängnisdirektor
- Essie Tregowan – abergläubisches Mädchen aus Cornwall, das zur Diebin und Prostituierten wurde, in England zum Tode verurteilt und im 18. Jahrhundert nach Amerika deportiert wurde; wird von Sweeney, dem Verrückten, begleitet, als sie stirbt.
- Wilson – Gefängniswärter

## Musikalische Referenzen
In American Gods häuft Neil Gaiman musikalische Referenzen aller Art an. Während einige klassische Musiker lediglich erwähnt werden (Johann Sebastian Bach, Camille Saint-Saëns, Maurice Ravel und Johann Strauss), ist es vor allem die amerikanische Musik des 20. Jahrhunderts, die in seinem Roman eine große Rolle spielt.
Neil Gaiman zitiert Stücke aus der amerikanischen Musikgeschichte, die als kulturelle Referenzen für die Figuren des Romans und als Kommentare zu verschiedenen Szenen des Romans dienen. Unter den verschiedenen zitierten Titeln entdeckt der geneigte Leser traditionelle Volkslieder, die Varietémusik der 1960er Jahre, Country-Musik, Rock, Folk, Folkrock, z. B. mit: Patsy Cline, Walking after Midnight, Why can’t he be you?, The Dixie Cups, Iko Iko, Velvet Underground, Who Loves the Sun?, Bob Dylan, A Hard Rain’s a-Gonna Fall, Tom Waits, Scott McKenzie, San Francisco (Be Sure to Wear Flowers in Your Hair), Stephen Sondheim, Old friends, Greg Brown, In the Dark with you, Frank Sinatra, The Way You Look Tonight, The Animals, Don’t Let Me Be Misunderstood, The Indigo Girls.

## Kommentare

### Besiedlung von Amerika
Neil Gaiman verwertet in American Gods einige unrühmliche Episoden aus der Geschichte der Besiedlung der Vereinigten Staaten. Anstatt die moderne Mythologie rund um die Ankunft der ersten europäischen Siedler auf der Suche nach einem freien Raum zur Ausübung ihrer religiösen Anbetung zu thematisieren, erwähnt der britische Autor beispielsweise die Zwangsverschiffung von britischen Strafgefangenen im 18. Jahrhundert oder die Ankunft von Sklaven, die an Sklavenhändler verkauft wurden.
Neil Gaiman hält die folgenden Episoden in der Geschichte der Besiedlung Amerikas fest:
- 14.000 v. Chr.: Ein primitiver Stamm wandert aus dem hohen Norden auf den amerikanischen Kontinent
- 813: Erste Ankunft der Wikinger, die von den Einheimischen massakriert werden
- 1721: Ankunft von zum Tode Verurteilten, die aus britischen und irischen Gefängnissen fliehen
- 1778: Ankunft einer jungen Afrikanerin, die von ihrem Onkel an Sklavenhändler verkauft wurde
- 2000: ein Bürger aus dem Sultanat Oman, der von seiner Familie geschickt wurde, um Nippes aus nahöstlicher Produktion zu verkaufen

Jedes Mal geht es dem Autor darum, zu zeigen, wie Menschen mit sehr unterschiedlichen geografischen und kulturellen Hintergründen nach ihrer Ansiedlung auf dem nordamerikanischen Kontinent nach und nach ihre althergebrachten religiösen Praktiken aufgegeben haben.

### Eine Vision von Amerika
Aus mythologischer oder allgemein spiritueller Sicht stellt Neil Gaiman Amerika als einen „Hauptbahnhof “ dar, durch den Güter und Menschen von der Vorgeschichte bis in die Gegenwart transportiert wurden. Doch obwohl es historisch gesehen multikulturell ist, wird dieses Land als grundsätzlich feindlich gegenüber fremden Göttern und definitiv von einem eher animistischen Ansatz, dem der Nordamerikanischen Indianer, geprägt dargestellt: „Religion war das Land, die Kirche war das Land“. Amerika erscheint als eine ungezähmte Wildnis, die Neil Gaiman in den Träumen seines Helden Shadow oft als Bison Man darstellt. Die langsame symbolische Auslöschung der Götter der Ursprünge brandmarkt auch eine amerikanische Gesellschaft, die längst mit ihren äußeren multiethnischen Wurzeln gebrochen hat, um eine neue, einzigartige und kulturell emanzipierte Gesellschaft zu gründen.
Aus soziologischer Sicht lässt der britische Autor seine Figuren von den größten amerikanischen Städten (Chicago, Las Vegas) in die entlegensten Kleinstädte (Lakeside) reisen. Er berichtet von der Verödung der ärmsten Staaten, in denen nur noch verarmte amerikanische Ureinwohner leben, und von den wirtschaftlichen Verwüstungen, die eine aggressive Handelspolitik wie die der amerikanischen Wal-Mart-Kette auf dem Land anrichtet. 

### Mythologie im Underground?
Der mythologischen Welt, die Neil Gaiman in seinem Roman beschreibt, fehlt es nicht an Humor. Unabhängig von ihrer Herkunft leben die meisten hinduistischen, ägyptischen, slawischen, germanischen, keltischen und indianischen Götter in einer düsteren und verdorbenen Welt, verwenden eine vulgäre Umgangssprache und führen oft ein ausschweifendes Leben. Einige von ihnen, darunter Thor, haben sogar Selbstmord begangen, weil sie das moderne Leben nicht mehr ertragen konnten.
Um sie in einer modernen Welt überleben zu lassen, die die Götter ihrer Ursprünge vergessen hat, verleiht Neil Gaiman jedem seiner Götter besondere Aktivitäten, die sie meist in ein ziemlich undergroundmäßiges Schema einordnen: Odin/Wotan wird als skrupelloser Betrüger und Manipulator dargestellt, dem alle misstrauen, Loki ist ein hinterhältiges und hinterlistiges Wesen, die Königin von Saba ist eine Prostituierte, die ihre Kunden im Internet sucht, Czernobog ist Rentner in einem Schlachthaus, die Götter Thot und Anubis sind Thanatopraktiker, während Whiskey Jack zu einem alten, alkoholkranken Einsiedler geworden ist. Vom himmlischen Pantheon ihrer Herkunft ist nur noch eine vorstädtische Welt übrig geblieben, die an einen „Wundergarten“ erinnert.
Da das Geheimnis ihrer Existenz in Opfer und Anbetung liegt, versuchen die alten Götter zu überleben, indem sie die freiwillige Anbetung eines ganzen Volkes durch das zeitgemäßere Phänomen der sozialen Ausbeutung (Betrug, Vergewaltigung, Mord) ersetzen. Odin/Wotan entjungfert auf seinen Reisen junge Jungfrauen, die Königin von Saba kannibalisiert ihre Kunden in einer Anbetungsfantasie, Czernobog opfert symbolisch Ochsen, indem er sie in einem Schlachthaus mit einem Vorschlaghammer tötet, Anubis und Thot, die Götter der Toten, kümmern sich um die Leichen der Verstorbenen, und schließlich opfert der Kobold Hinzelmann jedes Jahr ein Kind und nimmt damit den ganz modernen Status eines Serienmörders an. 

## Einflüsse
Die Widmung des Romans lautet „für abwesende Freunde – Kathy Acker und Roger Zelazny und alle Punkte dazwischen“.
Der Scheibenwelt-Roman Kleine Götter erforscht einen ähnlichen Ursprung von Gottheiten (Gedankenform). Gaiman sagt zwar, dass er das Buch von Terry Pratchett nicht gelesen hat, aber er dachte, dass sie aufgrund ihrer gleichen geografischen Herkunft und, was noch wichtiger ist, ihrer täglichen Telefongespräche eine gemeinsame Weltsicht haben. Er hatte Pratchett auch um Ratschläge zur Lösung von Handlungselementen von American Gods gebeten.

## Hintergründe
Bereits vor der Veröffentlichung wurde zu Werbezwecken ein Weblog eingerichtet, das seinen Lesern ermöglichte, den Prozess des Schreibens und später den des Lektorierens, die Veröffentlichung des Romans und die Maßnahmen der Werbekampagne zu verfolgen. Anschließend entwickelte sich diese Internetseite mehr und mehr zu einer offiziellen Neil-Gaiman-Website, die nach wie vor regelmäßig um relevante Informationen erweitert wird.
Einige Gedanken des Romans wurden von Neil Gaiman bereits in seiner Comicromanreihe Sandman (1988–1996, DC Comics/Vertigo) angesprochen.

## Fortsetzungen
In der auf den Roman bezogenen Erzählung The Monarch of the Glen, veröffentlicht in den Anthologien Legends II und Fragile Things, stellt Gaiman Shadow als eine Inkarnation des Gottes Balder aus der germanischen Mythologie dar. In The Monarch of the Glen übernimmt Shadow zudem die Rolle des Beowulf: Er wird von dem rätselhaften Mr. Alice engagiert, als Unterhaltungsprogramm auf einer Luxus-Party gegen ein Monster aus dem Meer zu kämpfen.
Im Gaimans 2006 erschienenen Roman Anansi Boys taucht mit Mr. Nancy, eine Inkarnation des westafrikanischen Tricksters Anansi, eine der Hauptpersonen wieder auf.

## Auszeichnungen
American Gods gewann:
- 2002 den US-amerikanischen Hugo-Award für den besten Science-Fiction Roman („best novel“)
- 2002 den  US-amerikanischen Nebula Award für den besten Science-Fiction und Fantasy Roman
- 2002 den US-amerikanischen Bram Stoker Award für den besten Fantasy-Roman
- 2002 den US-amerikanischen Locus-Award für den besten Fantasy-Roman
- 2003 den französischen Prix Bob Morane für den besten übersetzten/ausländischen Roman (Roman traduit / Roman étranger)

Er wurde für den BSFA Award und den World Fantasy Award nominiert.

## Ausgaben
Deutsch:
- Neil Gaiman: American Gods. Roman (Originaltitel: American Gods). Deutsch von Karsten Singelmann. Heyne, München 2005, 623 S., ISBN 3-453-40037-2
- Neil Gaiman: American Gods – Director’s Cut (Originaltitel: American Gods). Ungekürzte Fassung. Deutsch von Hannes Riffel. Eichborn, Köln 2015, 672 S., ISBN 978-3-8479-0587-5

Andere Sprachen:
- Amerikāņu dievi (Lettisch), ISBN 978-9934-0-2282-1
- Ameerika jumalad (Estnisch), ISBN 9985-62-181-6
- Amerykańscy bogowie (Polnisch), ISBN 83-89004-10-0
- Zei Americani (Rumänisch), ISBN 973-733-070-6
- אלים אמריקאים (Hebräisch)
- American Gods (Italienisch), ISBN 88-04-52083-3
- Deuses Americanos (Portugiesisch), ISBN 85-87193-59-7
- Američtí bohové (Tschechisch), ISBN 80-85911-98-1
- Americkí bohovia (Slowakisch), ISBN 978-80-556-0754-2
- Unohdetut jumalat („Vergessene Götter“) (Finnisch), ISBN 951-1-18055-X
- Amerikai istenek (Ungarisch), ISBN 9786155049705
- American Gods (Spanisch), ISBN 84-8431-627-0
- Američki Bogovi (Kroatisch), ISBN 953-220-126-2
- Ameriški bogovi (Slowenisch), ISBN 978-961-274-129-7
- Aмерички Богови (Serbisch), ISBN 86-7436-039-4
- Американские Боги (Russisch), ISBN 5-17-019844-2
- Amerikos dievai (Litauisch), ISBN 9986-97-101-2
- Amerikan Tanrıları (Türkisch), ISBN 978-975-10-1904-2
- Amerikanska gudar (Schwedisch), ISBN 91-37-12227-4
- Amerikanske guder (Norwegisch), ISBN 978-82-93059-50-9
- Amerikanske guder (Dänisch), ISBN 978-87-71375-44-2
- 美國眾神 (Traditionelles Chinesisch), ISBN 978-986-7399-84-7, ISBN 9789863593492
- 美国众神 (Vereinfachtes Chinesisch), ISBN 978-753-6459-50-2, ISBN 978-7-5502-9714-2
- Ο Πόλεμος των Θεών (O Polemos ton Theon, „Der Krieg der Götter“) (Griechisch)
- American Gods (Französisch), ISBN 978-2-290-33041-8
- Американски богове (Bulgarisch), ISBN 954-585-519-3
- 신들의 전쟁 (상), 신들의 전쟁(하) (Koreanisch), ISBN 978-89-6017-268-5, ISBN 978-89-6017-269-2
- Amerikaanse Goden (Niederländisch), ISBN 90-245-4261-8, ISBN 978-90-245-4261-1
- ამერიკელი ღმერთები (Georgisch) ISBN 978-9941236631
- アメリカン・ゴッズ (Japanisch), ISBN 978-4047916081, ISBN 978-4047916098
- Американские боги (Russisch), ISBN 978-5170454716, ISBN 978-5971354659
- Американські боги (Ukrainisch), ISBN 978-617-7498-66-6
- อเมริกัน ก็อดส์ (Thailändisch), ISBN 978-616-9187-39-4